# Improvisatie
Improvisatie (naar het Latijn: onvoorzien) is het spontaan creëren of bedenken van concepten ter plekke. De term improvisatie wordt vooral gebruikt in het theater en muziek, maar ook bij onder meer dans, voordracht en beeldende kunst.
Het begrip improvisatie wordt daarnaast ook gebruikt om het verschil met routinematig- of projectmatig werken te benadrukken. Improviserend werken staat hier voor werkzaamheden waarbij vooraf alleen duidelijk is hoeveel tijd (uren, dagen etc.) en middelen (menskracht, geld, materiaal etc) beschikbaar zijn. Bij de start kan dus niet worden aangegeven wat het resultaat zal zijn.